# Палац Бубрів (Великі Загайці)
Палац Бубрів- колишня пам'ятка архітектури в с. Великі Загайці, Тернопільська область.                                                                 

## Історія
Палац був збудований наприкінці  XVIII ст. генерал Каєтан Бубр-Піотровський, відомий своїми статками, скупістю і нестримною тягою до судових процесів. Його син Теодор успадкував маєток. Дочка Теодора  Людвіка Потоцька передала Загайці своєму молодшому сину Євстафію, який в свою чергу продав маєток Олександру Дровановському.
У Першу світову війну палацовий комплекс в селі Великі Загайці досить сильно постраждав. 
У 1933 році в Палаці заселилися воєні, які і донищили споруду збиваючи ліпнину. переробляючи колишні салони на житлові кімнати або склади. Двері і паркет пішли дровами у грубки.